# (7980) Senkevich
(7980) Senkevich ist ein Asteroid des mittleren Hauptgürtels, der am 3. Oktober 1978 vom russischen Astronomen Nikolai Stepanowitsch Tschernych am Krim-Observatorium in Nautschnyj (IAU-Code 095) entdeckt wurde.
Der Asteroid wurde am 24. Juni 2002 nach dem sowjetisch-russischen Arzt, Fernsehmoderator und Autor Juri Alexandrowitsch Senkewitsch (1937–2003) benannt, der an drei von Thor Heyerdahls Expeditionen teilnahm und eine Vielzahl wissenschaftlicher Arbeiten zur Physiologie und Psychologie des Menschen unter extremen Bedingungen, beispielsweise im Weltraum, veröffentlichte.